# Roze molen
De Roze Molen is een voormalige watermolen in de tot het Brussels Hoofdstedelijk Gewest behorende plaats Ukkel op de grens met Linkebeek, gelegen aan de Roze Molenweg en het Wijtsmanpad.
Deze bovenslagmolen op de Verrewinkelbeek fungeerde als korenmolen.

## Geschiedenis
In 1547 werd deze molen gebouwd als papiermolen. Vanaf 1718 werd de molen als korenmolen in gebruik genomen. Omstreeks 1750 werd een nieuw molenhuis gebouwd en omstreeks 1850 werd een nieuw metalen bovenslagrad geplaatst.
Eind 19e eeuw werd in de molen ook een herberg gevestigd. De molen echter bleef tot 1920 in bedrijf. Daarna was er enkel nog horeca in het molenhuis onder de naam Au Moulin Rose. Door de nabijheid van het Station Linkebeek kwamen er veel dagjesmensen die de molenvijver als visvijver gebruikten. Omstreeks 1955 werd de molen verbouwd tot woonhuis. Het -halfingebouwde- metalen rad is nog aanwezig. Met de molen wordt nog elektriciteit opgewekt.